# Sibelius (programa)

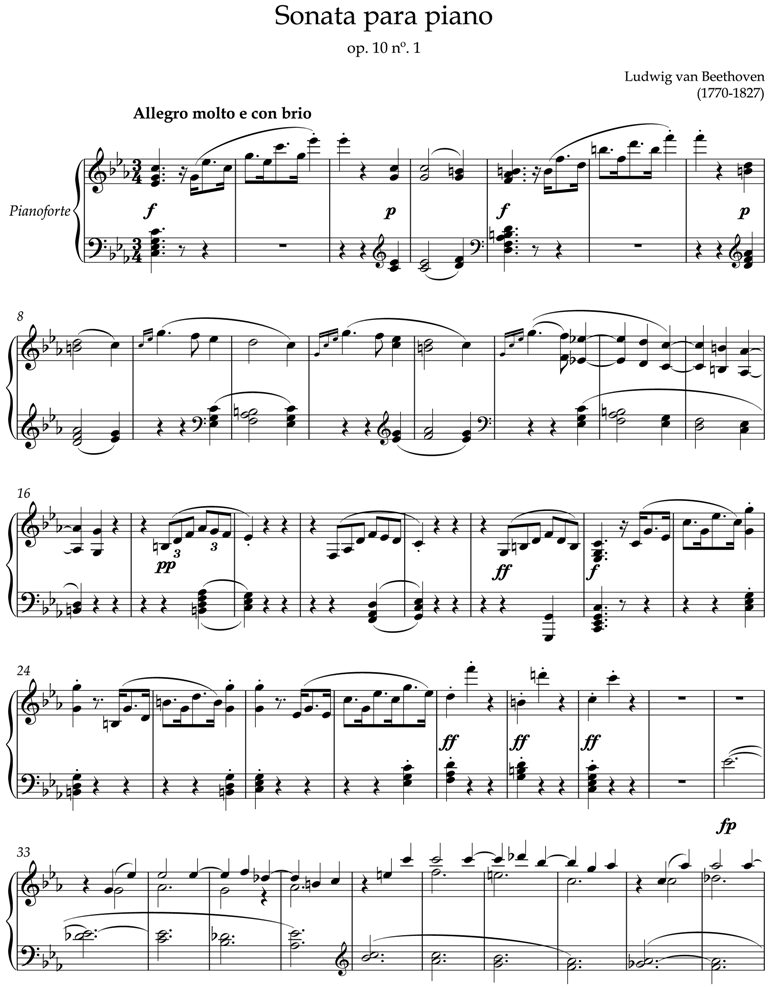
Ejemplo de partitura creada con Sibelius 6.

Sibelius es un editor de partituras, es decir un programa (informática) completo para escribir, ejecutar, imprimir y publicar partituras de música. Fue creado por la empresa Sibelius Software, actualmente comprado por Avid Technology y está diseñado para toda clase de músicos, desde estudiantes y profesores hasta compositores profesionales.

## Generalidades
Sibelius permite trabajar con diferentes formatos de introducción de las notas, desde grabación con dispositivos MIDI a selección con el ratón. La versión 6 incorpora un nuevo formato de introducción mediante micrófono y el programa Neuratron AudioScore.
La versión 6 también incluye la función Live Tempo(r) con la que se puede controlar y grabar alteraciones de tempo en la partitura con objeto de poder utilizar el sonido en directo.
La colección de plug-ins es inmensa y permite hacer funciones avanzadas de edición y composición en muy pocos pasos.
Cuenta también con el plug-in Scorch que permite publicar partituras en la web de forma que se puedan reproducir, imprimir o bajar. Este es el sistema utilizado en su sitio de partituras http://www.sibeliusmusic.com Este formato está siendo utilizado por la enciclopedia Oxford Music Online para editar sus ejemplos musicales de modo que puedan escucharse e interactuar con ellos.
Importa archivos en formato.xml que permiten el intercambio con otros programas de notación musical aunque para exportar a.xml es necesario el plug-in Dolet for Sibelius de Recordare.

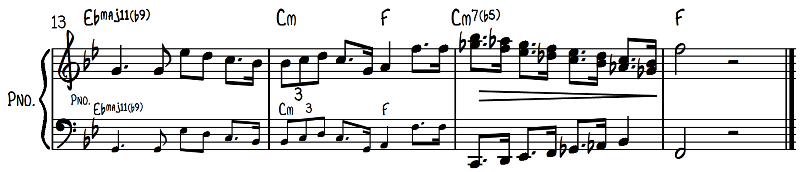
Ejemplo de notación con cifrado en Sibelius 6.

Además de crear páginas web, Sibelius puede exportar la partitura en formatos: MIDI, imagen (tiff, png, eps, bmp), audio (.wav).
Junto con el programa Finale, Sibelius es uno de los programas de notación musical más populares.
La empresa tiene registrados a «cientos de miles de usuarios en 100 países».
La última versión es la 8.2, de marzo de 2016.
Puede correr en los sistemas operativos Microsoft Windows, Mac OS, Mac OS X y RISC OS.

## Orígenes
Sibelius fue desarrollado por los mellizos británicos Ben y Jonathan Finn para ordenadores Acorn Archimedes y Risc PC, y fue uno de los productos más conocidos para esas computadoras.
El desarrollo comenzó en 1987, justo después de que los hermanos Finn terminaran la universidad, y fue lanzado al público en 1993.
Entre 1998 y 1999, se presentaron las primeras versiones para Windows y Macintosh.
La última versión de Sibelius (versión 6) se lanzó el 19 de mayo de 2009, esperándose antes de fin del año 2009 la versión 6 en castellano.
La versión 6.2 es multilenguaje e incluye el castellano/español, de modo que por defecto se instala en el idioma del sistema operativo y es posible cambiar el idioma a través de las preferencias del programa. De este modo ya no son necesarias versiones diferentes para cada lenguaje, un mismo DVD permite la instalación en cualquier idioma.
El primer usuario del Sibelius fue el compositor y copista Richard Emsley, quien lo usó antes de que se presentara al público y brindó sus consejos acerca de los problemas de escribir música.
La primera partitura publicada con Sibelius fue la suite Antara de George Benjamin, copiada por Emsley y publicada por Faber Music.

### Versiones menores
Además cuenta con dos versiones más económicas destinadas a usuarios que no necesitan grandes funciones de edición Sibelius First (también en castellano/español e instalación multilenguaje) y Sibelius Student (solo en inglés). Dichas versiones disponen de las principales funciones de edición del programa (maquetación magnética, autoespaciado, plantillas,...) y permiten abrir los archivos de Sibelius 6 sin limitaciones.

### Principales programas de similares características
Hay varios competidores de Sibelius como editor de partituras como MuseScore, Finale, Notion o Encore.
- Las prestaciones de Finale en edición son muy simalares a las de Sibelius. Una de las principales diferencias es la posibilidad de Finale de crear archivos Smart Music para la plataforma educativa del mismo programa. Sin embargo no dispone de un visor web de partituras como Scorch o la posibilidad de venta de música como http://www.sibeliusmusic.com.
- Notion es un editor de partituras orientado a la reproducción que cuenta con una librería integrada de gran calidad. Sin embargo es muy limitado en la edición no permitiendo aspectos hoy en día imprescindibles como ocultar compases, notación contemporánea, cruzar notas en sistemas, cifrados armónicos, compases complejos,... Es un programa claramente orientado a la edición de música orquestal desde el barroco al romanticismo que se queda corto para otras necesidades de edición.
- Encore es uno de los grandes programas de edición que, tras la quiebra de la empresa que lo desarrollaba, ha mantenido su fama y prestaciones pero no se ha desarrollado de acuerdo a los tiempos. Actualmente no dispone de nuevos desarrollos significativos. La versión 5 del año 2009 mantiene el mismo aspecto y prácticamente las mismas funciones que la versión 4 de finales de los 90. Tan sólo han incorporado la posibilidad de reproducir a través de VST y la exportación.xml para compartir archivos con otros programas. Un gran programa de edición cuyo desarrollo ha quedado congelado pero no su precio que no se corresponde con las escasas prestaciones comparado con otros programas (incluso las versiones reducidas de Sibelius y Finale son mucho más baratas).

## Características
Como otros programas de partituras, Sibelius permite escuchar lo que está escrito, mediante el uso del protocolo MIDI (utilizando la tarjeta de sonido de la computadora), y el uso de samplers VST basados en muestras de sonidos reales.
También permite grabar esa ejecución en un CD de audio exportando un archivo.wav desde el propio programa.
La presentación es simple, sin tantos menús y cajas de diálogo. Los paneles avanzados son flotantes y pueden moverse u ocultarse a necesidades del usuario. Las funciones básicas se encuentran en el menú Create/Crear que puede abrirse en cualquier lugar de la pantalla haciendo clic derecho y permite trabajar intuitivamente de manera similar a un compositor con lápiz y goma. Para visionar la partitura en pantalla se puede escoger incluso entre diferentes colores y texturas de papel.
Las herramientas se muestran en una barra en la parte superior de la pantalla.

### Métodos más habituales de introducir las notas
La música se puede escribir mediante el ratón y el teclado de computadora, o mediante un teclado MIDI (tocando en tiempo real mientras el programa va escribiendo la partitura).

### Introducción de partituras mediante escáner
También tiene un reconocedor de fotografías de partituras impresas, que le permite reconocer el lugar que ocupan las notas en un pentagrama.
Tiene un programa (de terceros) de reconocimiento de caracteres musicales (como un OCR, pero de notas), llamado Photoscore.
Se puede usar para escanear y crear una partitura digitalizada a partir de partituras de papel escaneadas, o de una fotografía de partitura.
Sibelius incluye una versión «liviana» del Photoscore.

### Introducción de las notas mediante micrófono
La versión 6 incorporá un nuevo formato de introducción mediante micrófono que graba el sonido real y lo convierte en notación mediante el programa Neuratron AudioScore. Así cualquier instrumento melódico puede introducir las partituras sin necesidad de un controlador MIDI.

### Creación de páginas web para ver y reproducir la partitura
También incluye un plugin navegador de internet llamado Scorch, que permite publicar las partituras en internet.
Se pueden publicar en SibeliusMusic.com (ver más abajo), los sitios de varias editoriales musicales, y en los sitios de músicos particulares.

### VST y librerías con sonidos reales
El paquete de programas de Sibelius incluía Kontakt Player 2 (de Native Instruments) y una gama de timbres llamados Sibelius Sounds Essentials. Actualmente y tras su fusión con Avid incluyen samplers propios más ligeros e intuitivos.
El Sibelius 5 tienen los plugins VST y Audio Unit, que permiten acceder a bibliotecas de muestras de instrumentos casi reales (tales como Vienna Symphonic Library o Instrumentos sinfónicos MOTU).

### Live Tempo (r) Grabación de la interpretación o ejecución en tempo real
La nueva función Live Tempo (r) permite al usuario interpretar o ejecutar en vivo la partitura produciendo pequeñas flexiones expresivas en el tiempo o siendo capaz de seguir al director en una interpretación en vivo. Para obtener un buen uso de esta función los drivers de la tarjeta de sonido deben ser ASIO (de baja latencia).

### Formatos finales del programa (PDF, WAV, TIFF, PNG, EPS, BMP, MIDI, XML)
Además de producir la partitura en el formato nativo del programa, se pueden obtener los siguientes archivos desde el programa:
- PDF, nativo en MacOs y con impresoras virtuales en Windows, p.e. PDFcreator gratuita
- WAV, a partir de los sampler VST se puede obtener una interpretación bastante real con sonidos de instrumentos no basados en MIDI.
- TIFF, PNG, EPS, BMP. Formatos de imagen que permiten imprimir la partitura sin cambios en cualquier lugar o incluir obras o fragmentos en documentos de texto.
- MIDI, exportar los datos en formato de eventos MIDI para trabajar en un secuenciador u otras utilidades.
- XML, Sibelius importa archivos XML generados por otros programas, aunque para importarlos se necesita el plugin comercial de Recordare Dolet for Sibelius.

### Sonidos de apertura del programa
Al encenderse, el programa ejecuta un breve pasaje de una grabación de la Séptima sinfonía (de Jean Sibelius), a menos que esa opción se elimine de en las preferencias del programa.
Además, la versión de cada Sibelius para Windows o Macintosh ha usado una cita diferente de alguna sinfonía de Sibelius.

## Versiones livianas
Se han publicado algunas versiones de Sibelius para computadoras Acorn (como el Sibelius 7 Student, el Sibelius 6 y el Junior Sibelius) y recientemente para plataformas Windows y Macintosh (Sibelius First o Sibelius Student).
La versión de Sibelius para guitarristas y cantautores (más barata y con menos funciones), llamada G7 fue sustituida en algunos países por la Live mientras en otros se comercializa como Student. Actualmente se comercializan las versiones multi-idioma Sibelius First y la versión inglesa Sibelius Student con funciones similares.

## Nombre del programa
El nombre Sibelius (tanto del programa como de la compañía) proviene del compositor finlandés Jean Sibelius (1865-1957).
Algunos usuarios han especulado que esa elección se debe al apellido de los desarrolladores, Finn (‘finés’, en idioma inglés).
Sin embargo, los hermanos Finn sostienen que realmente no recuerdan la razón.
También es de interés la extensión de los archivos base utilizados por el programa (*.sib); al ser una abreviatura del software y del compositor.
La versión original para la computadora Acorn se llama Sibelius 7, pero ese 7 no es el número de versión.
Puede ser una alusión a la Séptima sinfonía de Sibelius, que se puede oír al abrir el programa.
Para las versiones para Windows y Macintosh, la empresa abandonó ese siete y en cambio utilizó los números convencionales de versión.
Actualmente el programa ya ha alcanzado de nuevo el n.º 7.

## Usuarios
Profesionales y amateurs usan Sibelius para componer, arreglar y escribir música, además del amplio uso como herramienta educativa.
En el mundo profesional es usado entre otros por los compositores/directores de orquesta Alf Clausen, Steve Reich, Álvaro Belmar, Michael Tilson-Thomas, Jamie Cullum, Howard Goodall, Harry Gregson-Williams, John Rutter, Lalo Schifrin, y otros. Bärenreiter, Breitkopf & Härtel, Stainer & Bell, Hal Leonard Corporation y Music Sales, usan Sibelius para realizar sus publicaciones.[cita requerida]
El programa es usado en centros educativos musicales a lo largo de todo el mundo como por ejemplo la Royal Northern College of Music, Royal Academy of Music, Royal College of Music, Trinity College of Music, Juilliard School of Music, Berklee College of Music, y las prestigiosas universidades de Oxford y Cambridge. Además es usado por cientos de conservatorios y escuelas de música en España, Reino Unido, EE. UU., Australia y otros países, destacando su uso en un 75% de los institutos de secundaria del Reino Unido.[cita requerida]

## Terminación de su desarrollo
El 1 de agosto de 2012, la compañía Avid cerró el local central de Londres donde se desarrollaba el programa Sibelius, despidiendo a todo el equipo

.
Los programadores hicieron a Avid una oferta para comprar el código fuente y así recuperar el desarrollo, pero la oferta fue rechazada. Más tarde iniciaron el proyecto de un nuevo programa editor, partiendo de cero, bajo la compañía Steinberg.
Actualmente el desarrollo de Sibelius sigue dentro de la compañía Avid Technology con un programa de actualizaciones ahora numerado en un formato <años>.<mes>. Esto se adapta al formato de subcripción que ha sustituido al de versiones bianuales. Las versiones recientes de Sibelius han recuperado el ritmo de novedades para adaptarse a la competencia y de las que da buena cuenta el foro Scoring Notes sustituto del antiguo Sibelius Blog. 